# Juanjo Garra Lorenzo
Juan José Garra Lorenzo (Lleida, Segrià, 29 de novembre de 1963 - Dhaulagiri, 27 de maig de 2013), fou un alpinista lleidatà, que va fer nombroses ascensions a cims de vuit mil metres, i que col·laborava com a càmera d'alçada en diversos projectes audiovisuals.
Va participar en nombroses expedicions en diversos continents del planeta des de 1989, en les quals visità la Serralada del Pamir i coronà el Petroski, el Razdelnaia i el cim Lenin. El 1991 va coronar el Broad Peak, i l'any 1993 va participar en expedicions que el van dur a la Serralada de l'Atles (Ras, Timesguida, Toubkal i Akiud), als Andes peruans (Pisco, Pastouri, Huascaran i Alpamayo) i als Andes bolivians (Huayna Potosí). L'any següent va participar en la primera expedició catalana hivernal per coronar un cim de més de vuit mil metres, el Cho Oyu.
Entre 1995 i 1997 va participar en un conjunt de tres expedicions, conegudes com a Expedició Trilogia, en les quals coronà el Fitz Roy (1995), el Mont McKinley (1996) i l'Aconcagua (1996-1997). En aquella època (1995-1996) es proclamà campió d'Espanya d'esquí de muntanya en categoria mixta, i l'any 1998 va obrir la via Assumpta de Lleida per coronar l'Illiniza sud.
Entre 1998 i 2008 va col·laborar com a càmera d'alçada al programa de RTVE Al filo de lo imposible, participant en diverses expedicions a la serralada de l'Himàlaia i coronant l'Annapurna (1998), el Manaslu (1999, 2008), l'Everest (2001; l'any anterior ja l'havia coronat amb l'expedició Andalucía Everest), el Broad Peak al Karakoram (2007). Durant aquest període també va coronar el K2 al Karakoram (2003, expedició Andalucía K2), va participar en una expedició del Centre Excursionista de Catalunya a l'Aconcagua (A l'Aconcagua sense gluten, 2006), destinada a donar a conèixer la celiaquia i a estudiar vies per millorar la qualitat de vida de les persones intolerants al gluten. Aquell mateix any, Garra també va coronar el Gasherbrum II al Karakoram, en una expedició per commemorar el centenari del Centre Excursionista de Lleida. A partir de 2009 va participar també com a càmera d'alçada i especialista al programa Desafio Extremo de Cuatro Televisión, participant en una expedició destinada a coronar un cim sense nom conegut a la serralada de l'Himàlaia (2009, expedició Desafío Himalaya) i el Kangchenjunga (2009). Finalment, l'any 2011 va coronar el Lhotse. Aquell mateix estiu es proclamava campió d'Espanya de mitja marató de muntanya (skyrace), en categoria veterans.
Va participar en l'enregistrament de sis documentals sobre ascensos a muntanyes de l'Himàlaia, aportant diferents coneixements culturals, religiosos, d'estil de vida i costums dels diferents llocs del planeta.
Va compaginar l'activitat alpinística amb altres tasques en el món associatiu. Així, va ser membre de la Junta Directiva del Centre Excursionista de Lleida, Secretari (1991-1995) i Vocal de Relacions Externes (1995-2000); fou membre fundador i director de la cursa atlètica Mitja Marató ciutat de Lleida 1984/1995. Fou membre de la Mesa Assessora de l'Esport Lleidatà de la Secretaria General de l'Esport (2003) i membre assessor de la Fundació privada Sícoris Club de Lleida des del 2004.
Juanjo Garra era diplomat en Treball Social i va exercir com a Educador Social en la regidoria de Serveis Socials de l'Ajuntament de Lleida. L'any 1998 treballà com a cooperant internacional a Colòmbia, coordinant l'agermanament entre els municipis de Lérida a Colòmbia i Lleida a Catalunya entre 1999 i 2003. Darrerament, exercia com a Cap de la Secció d'Esports a l'Ajuntament de Lleida i des de 2009 era el Director Tècnic de la Federació d'Entitats Excursionistes de Catalunya (FEEC).

## Expedició al Dhaulagiri i defunció

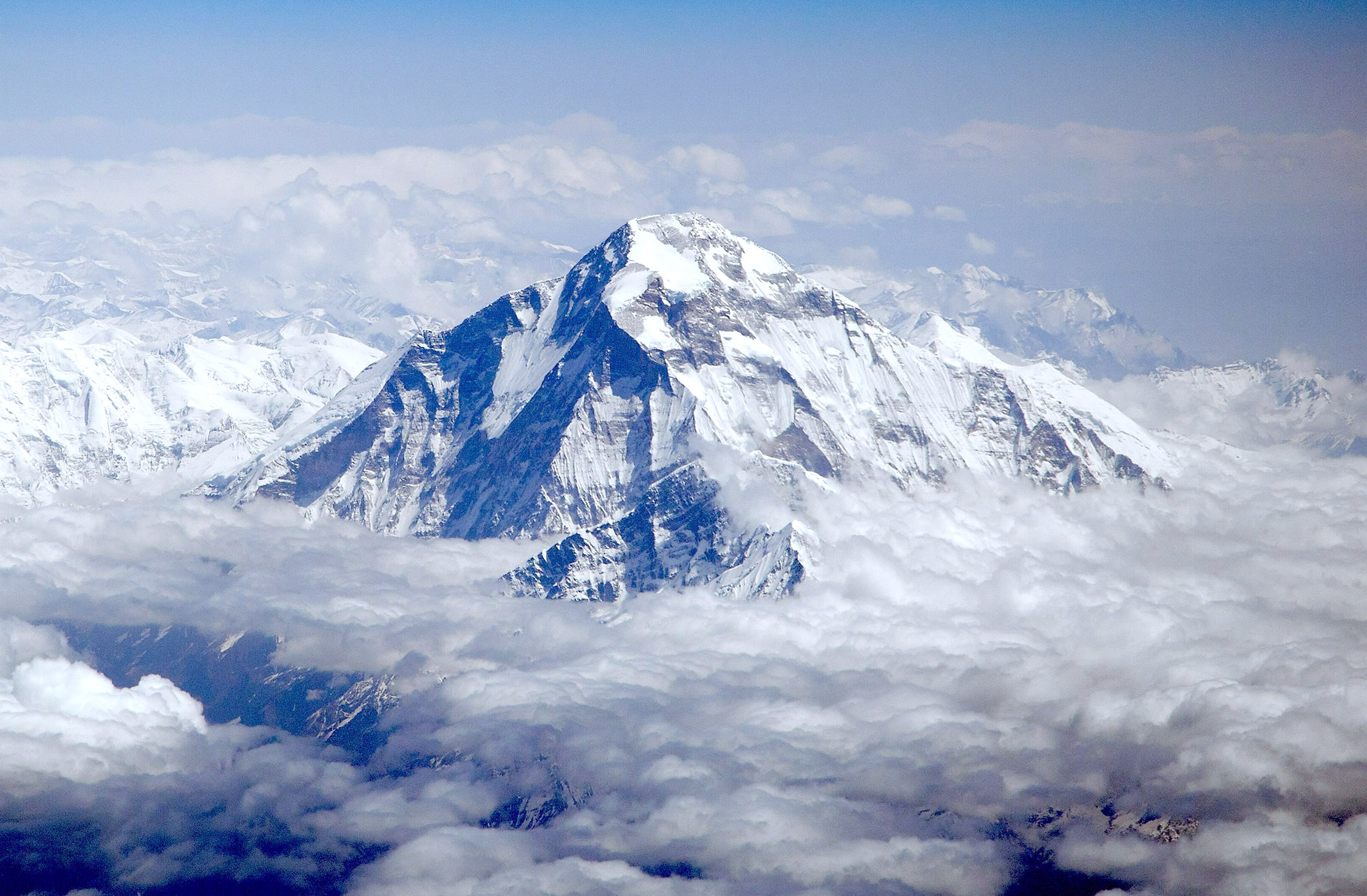
El Dhaulagiri

El 22 de maig de 2013, l'expedició formada per Lolo González, Juanjo Garra i Enrique Osiel al Dhaulagiri iniciava el primer atac al que és el setè cim més alt del planeta, però les condicions meteorològiques adverses els obligaren a esperar una millora del temps al camp 3. Després d'atacar definitivament el cim l'endemà, l'alpinista lleidatà patí una caiguda a uns 8.000 metres d'altitud, a l'últim sector de l'ascens, i es trencà el turmell, restant amb dificultats de mobilitat i veient-se obligat a passar la nit al ras al costat de Kheshap, el xerpa que l'acompanyava, qui havia baixat fins al camp 3 amb Lolo González per tal d'aconseguir ajuda i posteriorment havia reprès l'ascens per assistir l'alpinista lleidatà.
El mateix 23 de maig s'iniciaren els preparatius per rescatar Garra i el xerpa Kheshap, coordinats per Sebastián Álvaro (director de a Al filo de lo imposible). Per la seva banda, al camp base de l'Everest s'aplegaren Alex Txikon, Jorge Egocheaga, Damián Benegas i Ferran Latorre, que acabaven de coronar el Lhotse, disposats a iniciar un ascens ràpid al cim per assistir l'alpinista lleidatà en el cas que l'helicòpter de rescat —pilotat per Simone Moro, qui pocs dies abans havia realitzat el rescat a l'Himàlaia major altura, 7800 metres— no aconseguís contactar amb Garra i optés per deixar un grup d'alpinistes aclimatats, xerpes, provisions i material d'ajuda al punt més elevat possible de la muntanya. Malgrat que el dia 24 de maig Garra i Kheshap van aconseguir descendir entre 100 i 200 metres des del punt on passaren la primera nit al ras, continuaven en un indret inaccessible per l'helicòpter de rescat, que també hagué de fer front a condicions meteorològiques adverses. Davant aquesta situació, l'helicòpter deixà tres xerpes carregats amb menjar, aigua i oxigen a uns 6.300 metres d'altitud per tal que intentessin el rescat per terra i descendissin l'alpinista accidentat fins a una alçada assequible per l'helicòpter.
El 25 de maig i davant les dificultats perquè l'equip d'alpinistes que havien coronat el Lhotse i que es trobaven al camp base de l'Everest (Jorge Egocheaga, Damián Benegas, Ferran Latorre i Alex Txikon) aconseguissin incorporar-se al rescat al Dhaulagiri aquell mateix dia, l'alpinista alemany Dominik Mueller es va afegir a les tasques de rescat, contactant amb el grup de xerpes a l'alçada del camp 3 aquella mateixa nit, que Garra i Kheshap tornarien a passar al ras. D'altra banda, l'helicòpter va rescatar un alpinista hindú que feia dos dies que estava perdut intentant descendir del Dhaulagiri.
L'endemà, l'equip d'alpinistes procedents del Lhotse va aconseguir afegir-se a les tasques de rescat. Egocheaga i Nigma Sherpa aconseguiren aterrar al camp 3 i es dirigiren vers la zona on es trobaven Garra i Keshap; mentre Txikon i Latorre aterraren al camp 1 arran de les males condicions meteorològiques i iniciaren l'ascens a peu. D'altra banda, Dominik Mueller i un altre xerpa van emprendre el camí de descens al camp 3, acompanyats de 7 alpinistes més que s'havien perdut durant el descens de les seves respectives expedicions. L'equip de xerpes i Egocheaga finalment va aconseguir contactar amb Garra i Kheshap, i iniciaren el descens vers el camp 3, una operació que es presentava molt delicada a nivell tècnic i que es veia agreujada per l'estat de salut de Garra, molt dèbil després d'haver passat tres nits al ras i a prop de 8.000 metres d'altitud; l'alpinista lleidatà, a causa de les complicacions, traspassà poc després d'haver iniciat el descens.

## Ascensions
Àsia
- 2012 - Shisha Pangma (8.027 m.) Himàlaia. Tibet[23]
- 2011 - Lhotse (8.611 m) Himàlaia. Nepal (Cim)
- 2011 - Everest Camp III (7.200 m) Nepal. Programa TV "Desafío Everest" Cadena TV Cuatro
- 2009 – Pic sense nom (6.163 m) Himàlaia. Índia. Expedició Desafío Extremo. Programa TV “Desafío Extremo” Cadena TV Cuatro (Cim)
- 2009 - Kangchenjunga (8.586 m) Himàlaia. Nepal (Cim)
- 2008 - Manaslu (8.163 m) Himàlaia. Nepal. Expedició Televisión Española TVE. Programa “Al filo de lo imposible” (Cim)
- 2007 - Broad Peak (8.047 m) Karakorum. Pakistan. Expedició Televisión Española TVE. Programa “Al filo de lo imposible” (Cim)
- 2006 - Gasherbrum II (8.035 m) Karakorum. Pakistan. Expedició Centenari del Centre Excursionista de Lleida. (Cim)
- 2003 - K2 (8611 m) Karakorum. Pakistan. Expedició Andalusia K2
- 2001 - Everest (8.848 m) Himàlaia. Nepal. Expedició TVE “Al filo de lo imposible”
- 2000 - Everest (8.848 m) Himàlaia. Nepal. Expedició “Andalusia Everest 2000“ (Cim)
- 1999 - Manaslu (8.163 m) Himàlaia. Nepal. Expedició TVE “Al filo de lo imposible”
- 1998 - Annapurna (8.091 m) Himàlaia. Nepal. Expedició TVE “Al filo de lo imposible”
- 1993/1994 – Cho Oyu (8.201 m) Himàlaia. Nepal. 1a expedició catalana hivernal a una muntanya de 8000 m (Cim)
- 1991 - Broad Peak (8.047 m) Karakòrum-Himàlaia, Pakistan.
- 1989 - Petroski (4.800 m), Razdelnaia (6.001 m), Lenin (7.134 m) Serralada del Pamir, Hindu Kusch. Tajidistán. (Cim)

Amèrica
- 2005/2006 Aconcagua (6.961 m) Andes Argentina. Expedició Aconcagua Sense Gluten. (Cim)
- 1998 - Illinizas Sud (5.263 m) Andes. Equador. Expedició Lleida (Cim)
- 1996/1997 Aconcagua (6.961 m) Ruta directa dels polonesos. Argentina. Expedició Trilogia – Lleida. (Cim)
- 1996 - Mont McKinley (Denali)(6.194 m) West Butres. Alaska. EUA. Expedició Trilogia – Lleida
- 1995 - Fitz Roy (3.401 m) Canaleta. Argentina. Expedició Trilogia – Lleida Patagonia.
- 1993 - Huayna Potosi (6.088 m) Andes Bolivians, Serralada Reial. (Cim)
- 1993 - Pisco (5.762 m), Pastoruri (5.400 m), Huascaran (6.768 m), Alpamayo (5.947 m). Andes Peruans, Serralada Blanca. (Cim)

Àfrica
- 1993 - Ras (4.083 m), Timesguida (4.088 m), Tubkal (4.167 m), Akiud, (4.030 m). Serralada de l'Atlas. Marroc. (Cim)

## Llibres
Juanjo Garra fou coautor de tres llibres:
- Cròniques de la població de Suchs
- Dona i planificació familiar un rol social (Lleida: Centre Municipal de planificació familiar i orientació sexual, 1993, amb Carme Vilana)
- Tradicionari sobre jocs i esports tradicionals

També ha prologat Carús, Luis. Turismo blanco: Alpes, Rocosas y Pirineu lleidatà : análisis estratégico comparado de ubicaciones de recreo de alta montaña.  Lleida: Edicions de la Universitat de Lleida, 2002. ISBN 8484091651..

## Guardons
- Menció de la Federació Espanyola d'esports de Muntanya i Escalada (FEDME) al Piolet d'Or a la 1a expedició catalana hivernal Cho Oyu de 8.201 m (1994).[3]
- Finalista de la Gala de l'esport de Lleida al millor esportista masculí (2000).
- Premi de l'Associació Espanyola Premsa Esportiva Lleida a la fita esportiva de l'any 2006, per l'expedició del Centenari del Centre Excursionista de Lleida al Gasherbrum II de 8.035m (Karakorum).
- Menció de la FEEC por les activitats realitzades (2006, 2007 i 2008)

## Reconeixements
- El pavelló municipal Secà-Balàfia, de Lleida, s'anomenà oficialment Juanjo Garra.[24]
- Garra té simbòlicament retirada la seva samarreta al Pavelló Municipal Barris Nord, de Lleida.[25][26]
- La Cursa dels Templers, cursa popular de la capital del Segrià, retirà el dorsal número 1 en record de l'alpinista lleidatà.[27]